# Droits LGBT au Moyen-Orient
Pour un article plus général, voir LGBT au Moyen-Orient et en Afrique du Nord.
Les citoyens lesbiennes, gays, bisexuels et transgenres ont généralement des droits limités ou très restreints dans la plupart des régions du Moyen-Orient et peuvent y rencontrer des hostilités. L'homosexualité est illégale dans 10 des 18 pays qui composent la région. Elle est passible de la peine de mort dans six de ces 18 pays. Les droits et libertés des personnes LGBT sont fortement affectés par la culture et les principes religieux de la région - plus particulièrement l'Islam. 
Toutes les orientations sexuelles sont légales à Bahreïn, à Chypre, en Israël, en Jordanie, en Palestine (Cisjordanie) et en Turquie. L'homosexualité féminine est légale en Palestine (bande de Gaza) et au Koweït ; cependant la légalité l'homosexualité féminine reste floue en Égypte. Malgré la relative souplesse des lois contre l'homosexualité féminine, les lesbiennes n'ont généralement pas de droits reconnus et protégés.  
L'homosexualité masculine est illégale et passible d'une peine d'emprisonnement au Koweït, en Égypte, à Oman, au Qatar et en Syrie. Elle est passible de la peine de mort en Iran, en Irak, en Arabie saoudite, au Qatar et aux Émirats arabes unis. Au Yémen ou en Palestine (bande de Gaza), la peine varie entre la peine capitale et l'emprisonnement selon l'acte commis. 
Plusieurs pays du Moyen-Orient ont reçu des critiques de la part de la communauté internationale quant à la criminalisation de l'homosexualité.

## Histoire
Dans l'ancienne Assyrie, les crimes sexuels étaient punis de la même façon, qu'ils soient homosexuels ou hétérosexuels. Un individu n'était passible d'aucune sanction pour avoir pénétré une personne de classe sociale égale, une prostituée culte ou une personne dont les rôles de genre n'étaient pas considérés comme solidement masculins. Dans une tablette akkadienne, le Šumma ālu, il est écrit: "Si un homme copule avec son égal de l'arrière, il devient le leader parmi ses pairs et ses frères",.  Un code de la loi assyrienne moyenne datant de 1075 av. J.-C. a une loi assez sévère pour l'homosexualité dans l'armée, qui se lit comme suit : "Si un homme a des rapports sexuels avec son frère d'armes, ils le transformeront en eunuque",,.

## Le Moyen-Orient aujourd'hui
En Iran, en Arabie saoudite, au Qatar, aux Émirats arabes unis et au Yémen, les lois prévoient la peine de mort pour les personnes se livrant à un acte sexuel avec une personne du même sexe. Selon les rapports nationaux du département d'État américain, en Arabie saoudite, il n'existe aucune organisation LGBT établie. En outre, les rapports de discrimination officielle et sociale fondée sur l'orientation sexuelle restent flous en raison de la forte pression sociale à ne pas discuter des questions LGBT.
La Jordanie, Bahreïn et l'Irak sont les seuls pays arabes où l'homosexualité est légale ; cependant, il y a une certaine stigmatisation dans la société irakienne qui conduit à des exécutions extra-légales. L'État islamique ne tolère pas l'homosexualité. Certains pays du Moyen-Orient ont une certaine tolérance et des protections juridiques pour les personnes transgenres. Par exemple, le gouvernement iranien a approuvé des opérations de changement de sexe sous approbation médicale. Le gouvernement syrien a approuvé des opérations similaires en 2011. Des mouvements de défense des droits des LGBT existent dans d'autres pays du Moyen-Orient, dont la Turquie et le Liban. Cependant, tant en Turquie qu'au Liban, les changements ont été lents et la récente répression des événements liés aux LGBT a soulevé des inquiétudes quant à la liberté d'association et d'expression des personnes et des organisations LGBT.
Israël est une exception notable, étant le plus progressiste des pays en ce qui concerne les droits LGBT et reconnaissant la cohabitation non enregistrée. Le mariage homosexuel n'est pas légal dans le pays, mais l'idée est populaire au sein de la population. Par ailleurs, les mariages conclus à l'étranger par des couples de même sexe peuvent être reconnus par l'administration. Les personnes transgenres peuvent changer légalement leur sexe sans chirurgie. Les personnes transgenres peuvent servir ouvertement dans les Forces de défense israéliennes. 

Il existe différents systèmes juridiques en Palestine. Un rapport de Human Rights Watch sur l'orientation sexuelle et l'identité de genre au Moyen-Orient note : 
 L'ordonnance n ° 74 de 1936 du Code pénal britannique sur les mandats est en vigueur à Gaza. En Cisjordanie, y compris Jérusalem-Est, le Code pénal jordanien de 1960 s'applique et ne contient pas de dispositions interdisant les relations homosexuelles entre adultes consentants. À Gaza, avoir des «rapports sexuels contre nature» de nature sexuelle, compris comme incluant les relations homosexuelles, est un crime passible d'une peine pouvant aller jusqu'à 10 ans de prison. En février 2016, la branche armée du Hamas a exécuté l'un de ses combattants ostensiblement pour «violations comportementales et morales», ce que les responsables du Hamas ont reconnu comme signifiant des relations homosexuelles.
 L'idée populaire dans la région comme quoi l'homosexualité serait une création purement «occidentale» a été explorée dans le film Dangerous Living: Coming Out in the Developing World. La première ligne du dialogue prononcé par un égyptien homosexuel face cachée déclarant "On m'a accusé d'être occidentalisé". Nadya Labi a écrit dans The Atlantic en 2007 que malgré les interdictions légales et religieuses contre les activités sexuelles entre personnes de même sexe en Arabie saoudite, cela était malgré tout courant là-bas en raison de la ségrégation entre les sexes et une conception moins catégorique de la sexualité même si la conception occidentale de l'identité LGBT commençait à apparaître dans ce pays.  

Un rapport de Human Rights Watch sur les droits des LGBT au Moyen-Orient note : 
 Dans quelques endroits, comme l'Égypte et le Maroc, les problèmes d'orientation sexuelle et d'identité de genre ont commencé à entrer dans les agendas de certains mouvements de défense des droits humains. Maintenant, contrairement aux années précédentes, il y a des avocats pour défendre les gens lorsqu'ils sont arrêtés et des voix pour s'exprimer dans la presse. Ces développements vitaux n'ont pas été remportés par la politique identitaire. Ceux-ci se sont avérés désastreux comme moyen de revendiquer des droits dans une grande partie du Moyen-Orient ; l'envie de certains militants LGBT occidentaux de dénicher et de promouvoir la politique «gay» dans la région est potentiellement profondément contre-productive. Au contraire, l'intégration a été gagnée en grande partie en cadrant les situations des personnes LGBT (ou autrement identifiées) en termes de violations des droits et de protections, que les mouvements des droits humains existants comprennent. (Human Rights Watch 2009, p. 18)
 Bien que de nombreux pays du Moyen-Orient aient des codes pénaux contre les actes homosexuels, ceux-ci sont rarement appliqués en raison de la difficulté à prouver le crime à moins d'être pris en flagrant délit. Au Moyen-Orient aujourd'hui, de nombreux pays n'ont toujours pas de codification de l'homosexualité ou de la queerness comme identification de l'orientation sexuelle.  En Arabie saoudite, la ségrégation entre les sexes est pratiquée pour préserver la pureté des femmes. À cause de cette séparation, certaines femmes et hommes rechercheront ouvertement la camaraderie homosexuelle dans des espaces ouverts comme les cafés, les toilettes publiques, leurs voitures et leurs demeures. Pour naviguer dans leur propre sexualité, de nombreux hommes qui se livrent à des actes homosexuels en Arabie saoudite ne considèrent pas les actes comme homosexuels à moins qu'ils ne soient un bas, ce qui est une position sexuelle jugée plus féminine tandis qu'un haut est considéré comme masculin.  
En Iran, il existe une binarité de genre strict. Le gouvernement applique la binarité de genre en supprimant les informations sur l'homosexualité et en encourageant les personnes remettant en question leur sexualité à subir une opération de changement de sexe. Étant donné que la chirurgie de changement de sexe est acceptée par le gouvernement et les institutions religieuses, tout en obtenant des fonds du gouvernement pour la chirurgie, de nombreux Iraniens attirés par le même sexe considèrent cela comme un moyen de rendre public leur orientation sexuelle sans être persécutés par le gouvernement. Étant donné que l'homosexualité n'est pas une option présentée aux Iraniens, il y a eu une augmentation du nombre d'Iraniens qui subissent une opération de changement de sexe lorsque leur orientation sexuelle est vers le même sexe. La chirurgie de réattribution sexuelle est encouragée par les religieux, les psychologues et le gouvernement, car l'homosexualité est illégale et passible de coups de fouet ou d'exécution. Cela a conduit à un renforcement de la communauté transgenre en Iran, l'homosexualité ayant été retirée de la société en tant qu'identité, les homosexuels et les transgenre devant tous chercher une chirurgie de changement de sexe. Les personnes qui subissent ces chirurgies sont pleinement acceptées par le gouvernement, mais les familles rejettent encore souvent les membres de la famille qui subissent une opération de changement de sexe. Les membres de la famille sont une ressource principale pour l'acquisition d'emplois en Iran. Sans réseau social pour rechercher des pistes d'emploi, il est de plus en plus difficile de trouver du travail, et les transgenres sont victimes de discrimination sur le marché du travail les forçant à se prostituer.

## Organisations alliées
Cette section ne s'appuie pas, ou pas assez, sur des sources secondaires ou tertiaires indépendantes du sujet.

Pour l'améliorer, ajoutez-en, ou placez des modèles {{Source secondaire souhaitée}} ou {{Source secondaire nécessaire}} sur les passages mal sourcés. (septembre 2020)
Des organisations visent à aider et à soutenir les personnes LGBT au Moyen-Orient.  
Rainbow Street est une organisation non gouvernementale (ONG) déterminée à aider les personnes LGBT de la région du Moyen-Orient et de l'Afrique du Nord ( MENA ) selon leurs besoins. Cela comprend, non exhaustivement. 
Outright Action International est une ONG qui promeut les droits humains des personnes LGBT dans le monde, y compris au Moyen-Orient. L'organisation se concentre davantage sur l'Irak, l'Iran et la Turquie, mais travaille également en partenariat avec d'autres groupes de la région afin d'écouter les militants LGBT locaux et de plaider en leur nom aux Nations unies.
Helem ( arabe : حلم) est une ONG basée au Liban qui a pour principal objectif d'annuler l'article 534 du Code pénal libanais qui punit les «rapports sexuels contre nature», le plus souvent utilisé pour cibler les personnes qui ne se conforment pas au système binaire de genre de la société. Helem a également pour objectifs de sensibiliser la société libanaise à l'épidémie de sida et aux autres maladies sexuellement transmissibles dans le pays, et de défendre les droits des personnes LGBT libanaises. Helem permet également aux alliés d'accéder à l'adhésion à l'organisation.

## Lois
Cette section n'est en aucun cas exhaustive et ne couvre pas toutes les lois particulières relatives aux droits des LGBT. Cela est dû en partie à l'inexistence de ces lois dans certains États du Moyen-Orient et également au fait que les lois sont disponibles en arabe.
| Pays                      | Lois concernant le comportement homosexuel | Lois concernant le fait d'être transgenre / non binaire                                                                         |
| ------------------------- | --- | --- |
| Bahreïn                   | Crime - en vertu de l'article 347 "quiconque agresse une personne de plus de quatorze ans mais de moins de vingt et un ans, avec son consentement" sera puni d'une peine d'emprisonnement d'une durée indéterminée. Le gouvernement de Bahreïn a également inculpé des citoyens pour des actes relevant de «l'indécence» et «l'immoralité», selon Human Rights Watch.                                                                                                   | Ne reconnaît aucune identité de genre autre que féminine et masculine.                                                          |
| Égypte                    | Crime - L'article 9 de la loi 10/1961 sur la lutte contre la prostitution punit quiconque «se livre habituellement à la débauche ou à la prostitution» ou offre, possède ou gère des établissements aux fins de telles activités, avec une peine d'emprisonnement pouvant aller jusqu'à trois ans et une amende pouvant aller jusqu'à 300 livres égyptiennes (17 $ US).                                                                                                 | Ne reconnaît aucune identité de genre autre que féminine et masculine.                                                          |
| Irak                      | En vertu du paragraphe 401 de la loi irakienne, l'homosexualité peut être sanctionnée en vertu des lois sur l'indécence avec une peine pouvant aller jusqu'à 6 mois de prison et une amende. Les exécutions vigilantes, les passages à tabac et la torture sont également courants. | Ne reconnaît aucune identité de genre autre que féminine et masculine.                                                          |
| Israël                    | La loi protège les personnes LGBT; tout crime violent motivé par l'orientation sexuelle est considéré comme un crime de haine. | La loi protège les personnes LGBT ; tout crime violent motivé par l'orientation sexuelle est considéré comme un crime de haine. |
| Jordan                    | La Jordanie ne criminalise pas les relations homosexuelles entre adultes consentants. | Ne reconnaît aucune identité de genre autre que féminine et masculine.                                                          |
| Koweït                    | Crime - Les hommes peuvent être condamnés à une peine d'emprisonnement pouvant aller jusqu'à sept ans en vertu de l'article 193 du Code pénal du Koweït pour les relations homosexuelles. | Ne reconnaît aucune identité de genre autre que féminine et masculine.                                                          |
| Liban                     | Crime - "tout rapport sexuel contraire à l'ordre de la nature" est passible d'une peine pouvant aller jusqu'à un an de prison. | Ne reconnaît aucune identité de genre autre que féminine et masculine.                                                          |
| Oman                      | Crime - Tout acte sexuel entre personnes de même sexe est passible d'une peine d'emprisonnement de six mois à trois ans, en vertu de l'article 262 du dernier code pénal d'Oman (promulgué en janvier 2018). | Ne reconnaît aucune identité de genre autre que féminine et masculine.                                                          |
| Palestine                 | Gaza et la Cisjordanie sont régies par des codes pénaux différents. Gaza suit l'ordonnance du Code pénal britannique sur les mandats (promulguée en 1936), qui punit toute "connaissance charnelle contre l'ordre de la nature" d'une peine de prison pouvant aller jusqu'à dix ans. La Cisjordanie, quant à elle, suit le Code pénal jordanien de 1951 qui, comme indiqué précédemment, n'incrimine pas les actes sexuels entre personnes de même sexe.                | Gaza et la Cisjordanie ne reconnaissent aucune identité de genre autre que féminine et masculine.                               |
| Qatar                     | Crime - inciter ou séduire un homme ou une femme de toute façon à commettre des actions illégales ou immorales »est passible d'une peine pouvant aller jusqu'à trois ans. | Ne reconnaît aucune identité de genre autre que féminine et masculine.                                                          |
| Arabie Saoudite           | L'Arabie saoudite n'a pas de lois écrites mais pénalise les activités LGBT jusqu'à la mort | Ne reconnaît aucune identité de genre autre que féminine et masculine.                                                          |
| Syrie                     | Crime - L'article 520 du Code pénal syrien criminalise les «rapports sexuels contre nature» et l'article 517 punit tout crime «contre la décence publique» commis en public d'une peine de prison variant de trois mois à trois ans. | Ne reconnaît aucune identité de genre autre que féminine et masculine.                                                          |
| Émirats arabes unis (EAU) | L'article 354 du Code pénal fédéral dispose: "Quiconque commet un viol sur une femme ou une sodomie avec un homme est puni de mort". En outre, un rapport de l'ILGA de 2019 indique que l'article 356 punit tous les actes sexuels en dehors du mariage hétérosexuel avec au moins un an d'emprisonnement. De plus, les crimes de Zina sont punis de mort. En outre, le code pénal d'Abu Dhabi incrimine les actes sexuels contre nature avec jusqu'à 14 ans de prison. | Ne reconnaît aucune identité de genre autre que féminine et masculine.                                                          |

## Violence et discrimination
En raison de l'illégalité et de la stigmatisation des personnes LGBT, il y a une pénurie de données crédibles collectées concernant la violence et la discrimination auxquelles les personnes LGBT sont confrontées quotidiennement. Cependant, un rapport rédigé par Outright International soumis au CDH concernant la violence et la discrimination fondées sur l'orientation sexuelle et l'identité de genre en Irak prouve que malgré les droits des LGBT protégés par la loi, il n'existe aucun recours juridique possible pour les victimes de ces crimes de haine. 

## Opinion publique
En raison d'une montée du conservatisme islamique à la fin du XXe siècle dans la région, tout comportement sexuel non conforme est condescendu et incriminé dans la plupart des pays, comme indiqué précédemment. Il est communément admis que cette opinion n'est partagée que par les représentants du gouvernement et les religieux. Cependant, une enquête du Pew Research Center menée en 2018 a réfuté cette affirmation lorsqu'il a été constaté que plus de 80% des personnes interrogées rejetaient l'homosexualité comme "moralement inacceptable". 

### Droits LGBT par pays
- Droits LGBT en Algérie
- Droits LGBT à Bahreïn
- Droits LGBT en Égypte
- Droits LGBT en Iran
- Droits LGBT en Irak
- Droits LGBT en Israël
- Droits LGBT en Jordanie
- Droits LGBT au Liban
- Droits LGBT en Libye
- Droits LGBT au Maroc
- Droits LGBT dans l'État de Palestine
- Droits LGBT au Qatar
- Droits LGBT en Arabie saoudite
- Droits LGBT au Soudan
- Droits LGBT en Tunisie
- Droits LGBT en Turquie
- Droits LGBT aux Émirats arabes unis
- Droits LGBT au Yémen